# Мини-Европа
Мини-Европа (нидерл. Mini-Europa, фр. Mini-Europe) — парк миниатюр, расположенный в Брупарке у подножия Атомиума в Брюсселе (Бельгия). В парке в масштабе 1/25 воспроизведены многие знаменитые сооружения Европейского союза. На площади 24 000 м² экспонируются виды около 80 городов и 350 зданий.
Парк был открыт в 1989 году наследным принцем Бельгии Филиппом. Благодаря 375 000 посетителей в год и 3 миллионам евро годового оборота, «Мини-Европа» является одной из главных достопримечательностей Брюсселя.

## Создание макетов
Парк известен качеством макетов, некоторые из которых (например, Гран-Плас Брюсселя) стоили до 350 тысяч евро. Монументы отбирались по их архитектурным достоинствам и значению для Европы. Затем был предпринят поиск чертежей и фотографий — на исследования было затрачено более 200 тысяч евро. 
Большинство монументов сделано методом отливки. Детали изготавливались из различных материалов, затем копировались с помощью силиконовых форм. Предварительный макет изготавливался из эпоксидной смолы, окончательный вид — из полиэфирной пластмассы. Три монумента строились из камня — так, Пизанская башня выполнена из мрамора. Для двух макетов была применена новая для того времени технология фрезерования с помощью компьютера. Последним этапом была окраска макета.
Макет испанского города Сантьяго де Компостела потребовал более 24 тысяч часов работы. Хотя объём первоначальных капиталовложений составил 10 млн евро, многие монументы финансировались странами или регионами Европы.
Макеты дополнены многочисленной анимацией — это движущиеся поезда и автомобили, венецианские гондолы, работающие мельницы, извержение Везувия, падение Берлинской стены и т. п. Для создания нужного эффекта также используются подсветка и звуковое сопровождение. 
Макеты рассчитаны на работу в различных погодных условиях (мороз, дождь, жара). Их окружают газоны и цветники, а также кустарники и различные карликовые деревья.

## Душа Европы

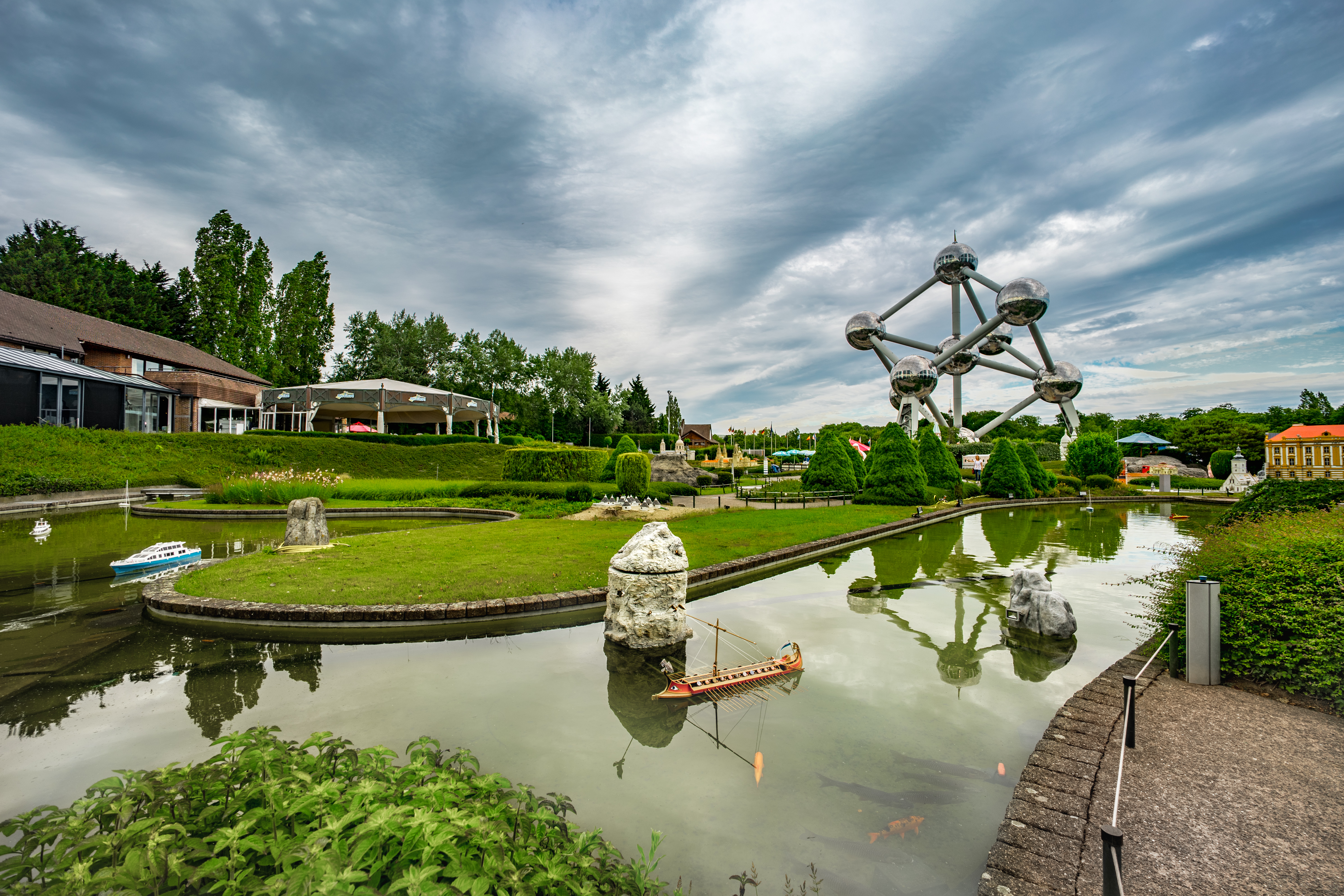
«Душа Европы» с видом на «Атомиум»

Маршрут завершается интерактивной экспозицией «Душа Европы». Здесь в игровой форме представлены краткая история Европейский союза, представлены его успехи, культура, функционирование его институтов и т. д. Для школ существуют многочисленные педагогические проекты.

## Перечень миниатюр
- Австрия
  - Мелк
- Бельгия
  - Гран-плас (Брюссель)
  - Дом Куртиуса (Льеж)
  - Целлес
  - Динан
  - Антверпен
  - Лёвен
  - Гент
  - Брюгге
  - Алден Бизен
- Болгария
  - Монастырь Рила
- Великобритания

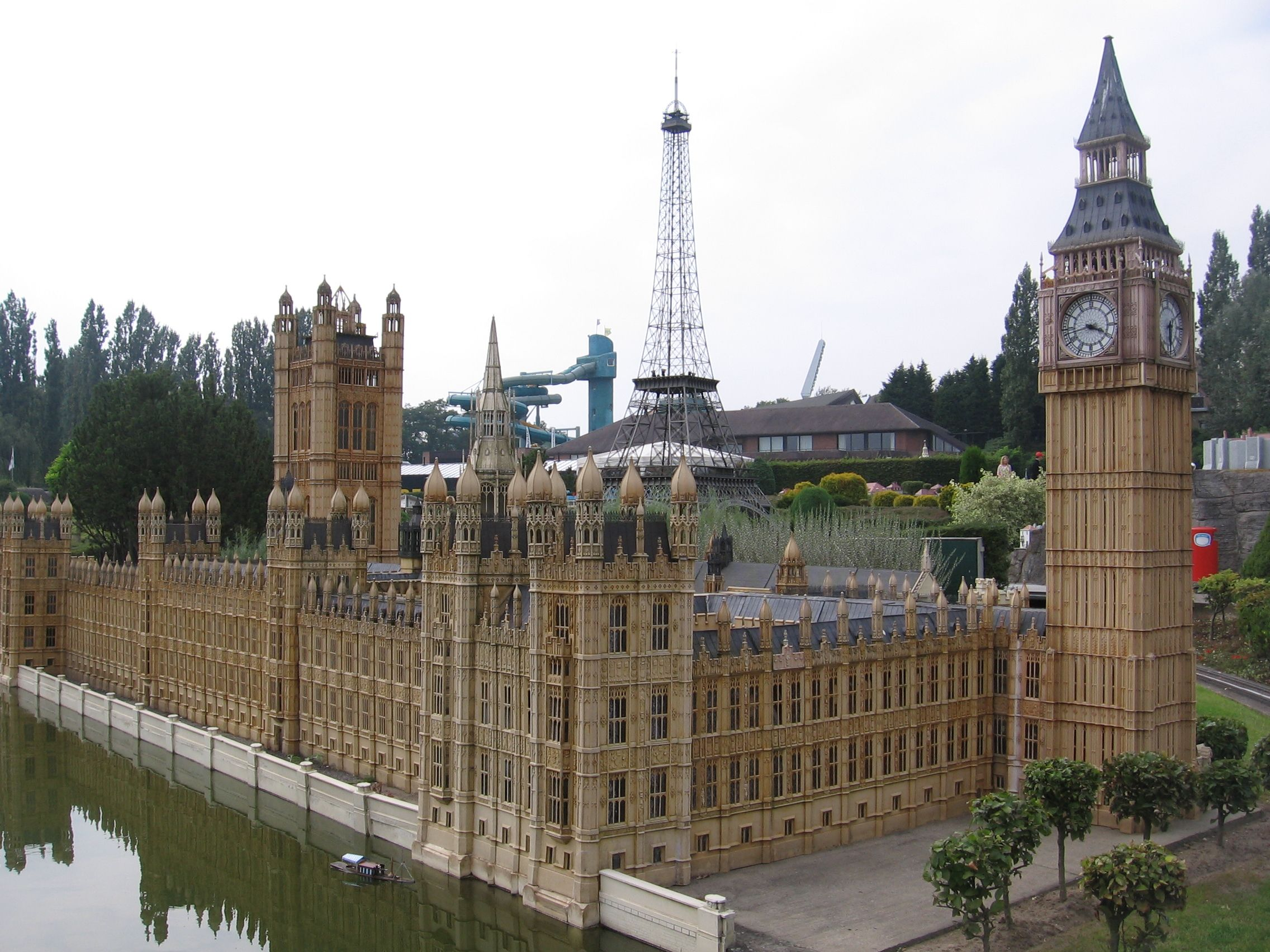
Вестминстерский дворец и Эйфелева башня в миниатюре

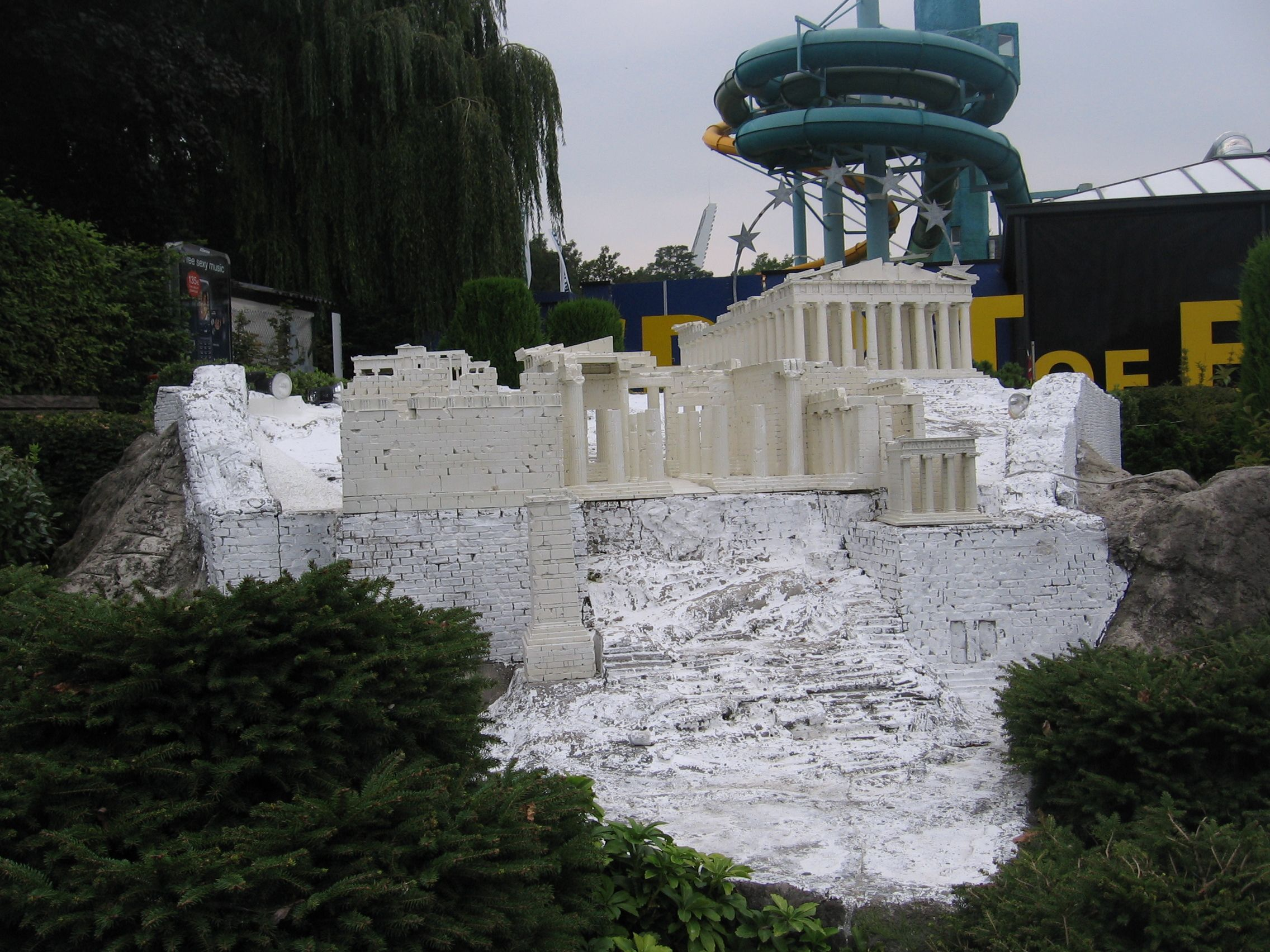
Афинский Акрополь

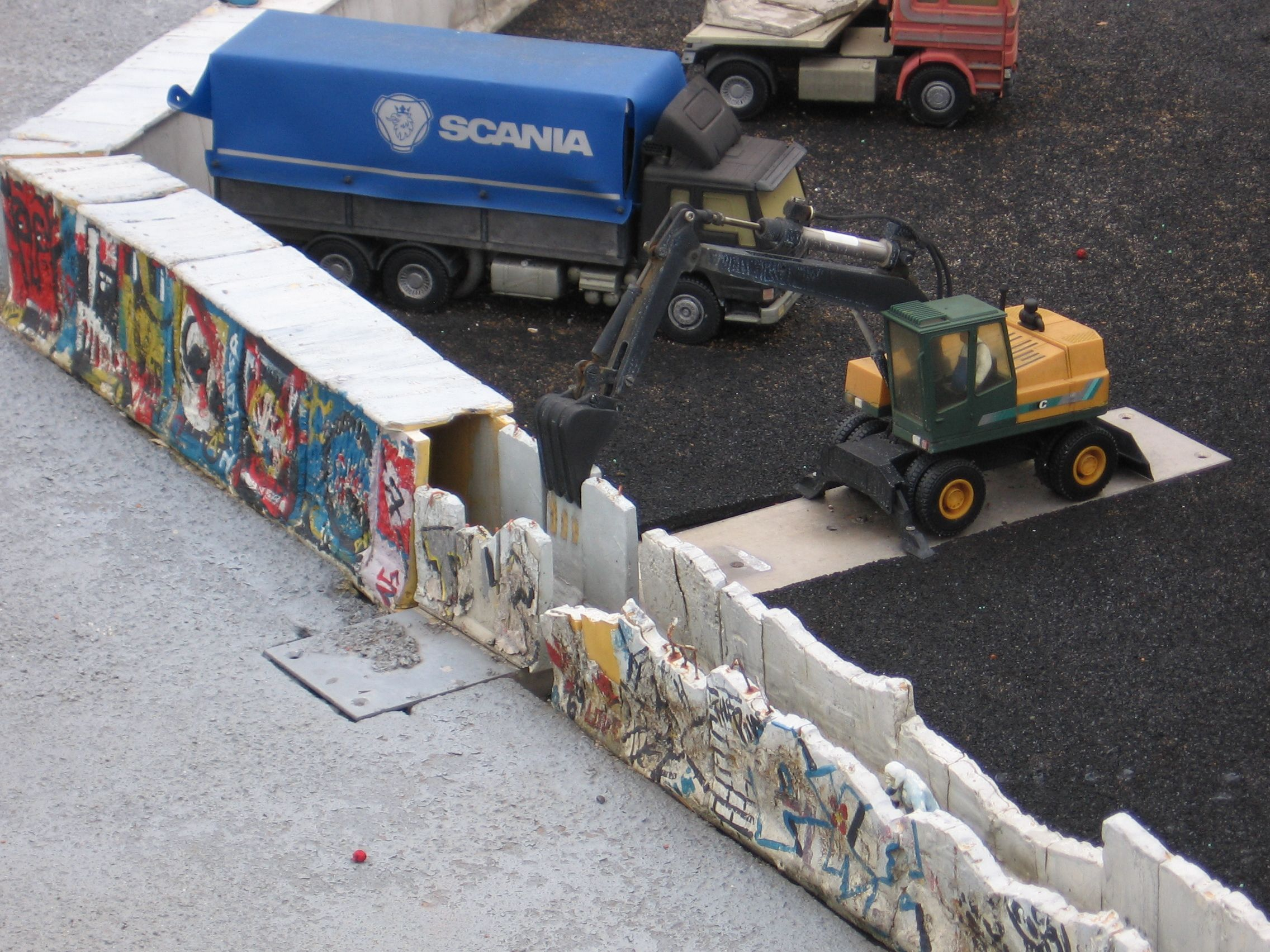
Берлинская стена

  - Вестминстерский дворец и Биг-Бен (Лондон)
  - Стратфорд-на-Эйвоне и Шоттери[англ.]
  - Английская деревня и Бибури[англ.]
  - Лонглит
  - Бат
  - Дувр
- Венгрия
  - Купальни Сеченьи (Будапешт)
- Германия
  - Бранденбургские ворота (Берлин)
  - Берлинская стена
  - Миллениумтурм (Магдебург)
  - Любек
  - Кафедральный собор (Шпайер)
  - Сест
  - Бонн
  - замок Эльц
  - Висе
  - Трир
- Греция
  - Афинский Акрополь
- Дания
  - Треллеборг
  - Новая Гавань и Биржа Копенгагена.
- Ирландия
  - Глендало и Баллидевид
  - Скала св. Патрика
- Испания
  - Эскориал
  - Ла Манча
  - Севилья
  - Барселона
  - Сантьяго-де-Компостела
- Италия
  - Пиза
  - Сиена
  - Везувий
  - Альберобелло
  - Венеция
  - Виченца
- Кипр
  - Театр Курион (Лимасол)
- Латвия
  - Памятник свободы (Рига)
- Литва
  - Вильнюсский университет
- Люксембург
  - Мост Понт Адольф
- Мальта
  - Храм Мнайдра
- Нидерланды
  - Маастрихт
  - Хунсбрук
  - Отмарсюм
  - Мидделбург
  - Вере
  - Алкмар
  - Амстердам
  - Ортвелте
  - Киндердэйк
  - Хорн
- Польша
  - Гданьск
- Португалия
  - Башня Белен, Океанариум (Лиссабон)
  - Гимарайнш
  - Порту
  - Алгарве
- Румыния
  - Дворец Могошоайя
- Словакия
  - Голубая церковь (Братислава)
- Словения
  - Три моста (Любляна)
- Финляндия
  - Замок Олавинлинна
- Франция
  - Эйфелева башня (Париж)
  - Центр Помпиду (Париж)
  - Триумфальная арка (Париж)
  - Базилика Сакре-Кёр (Париж)
  - Роншан
  - Замок Кло Вужо
  - Замок Шенонсо
  - Арк-э-Сенан
- Чехия
  - Прага
- Швеция
  - Стокгольм
- Эстония
  - Таллин
- Транспорт
  - Аэропорт — Аэробус
  - Ариан-5
  - Железнодорожный паром
  - Нефтяная платформа
  - Порт, пожарный катер и паром Pride of Dover
  - Поезд ТЖВ Thalys
  - Туннель под Ла-Маншем

## Галерея

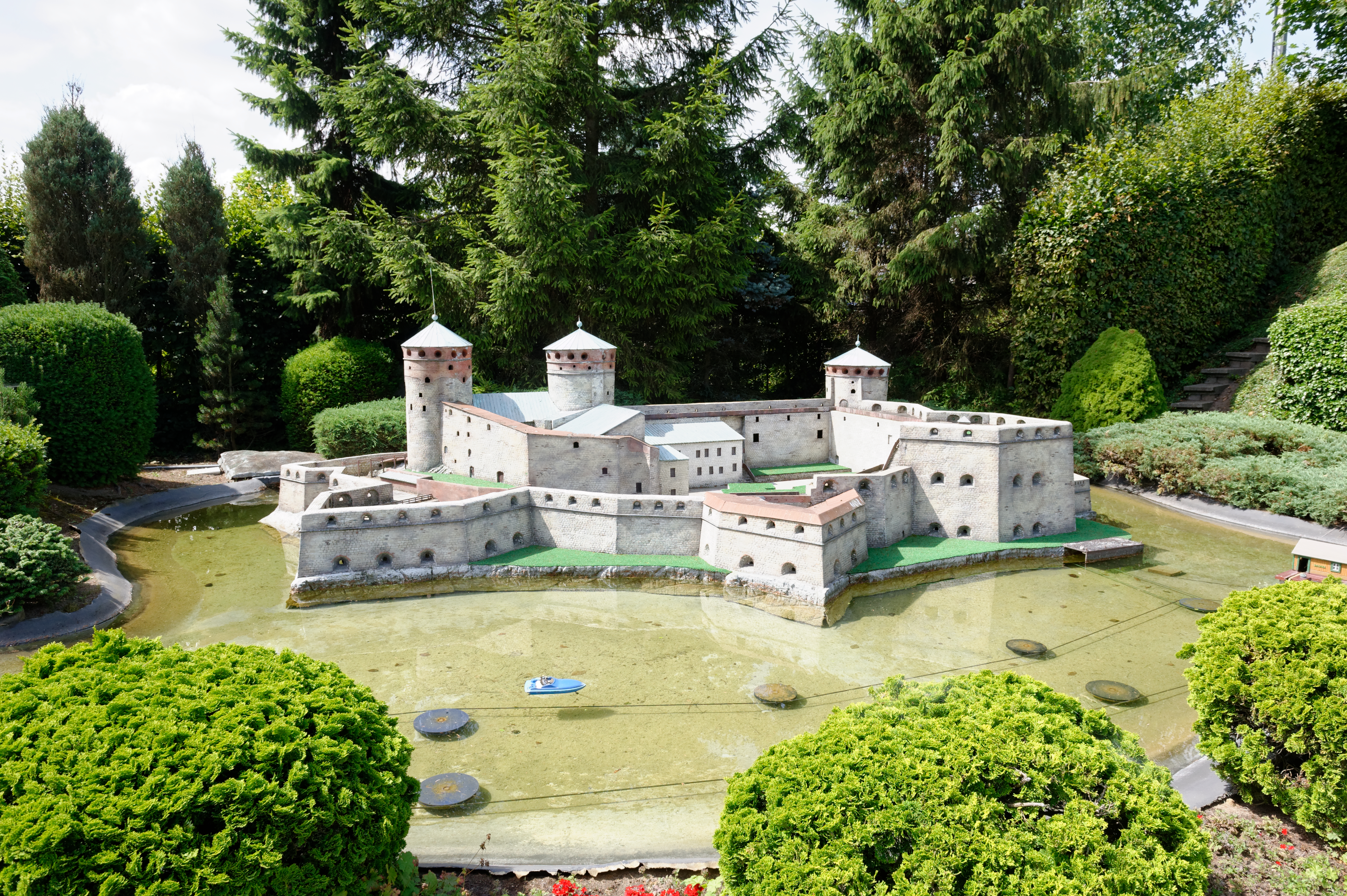
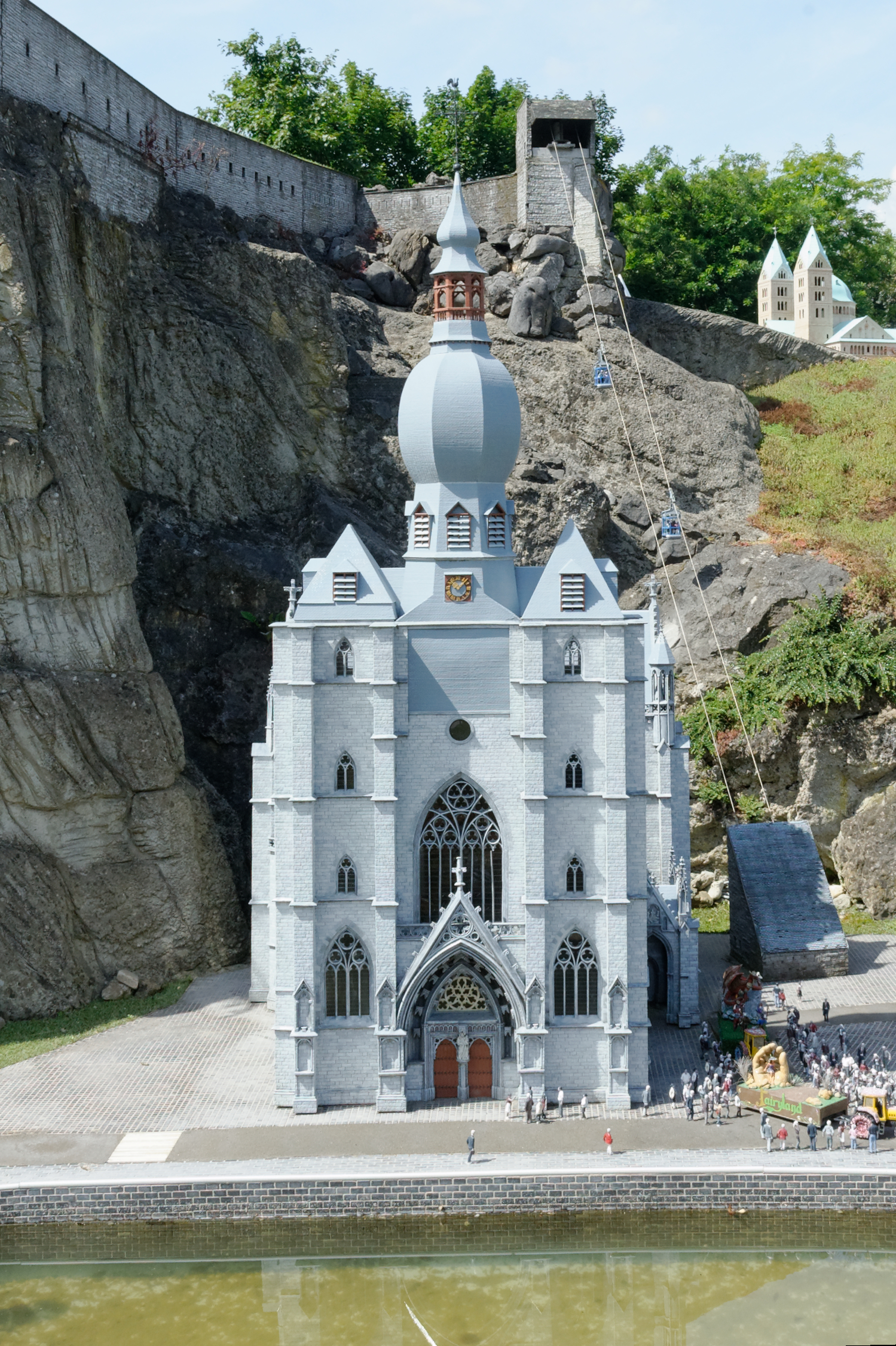
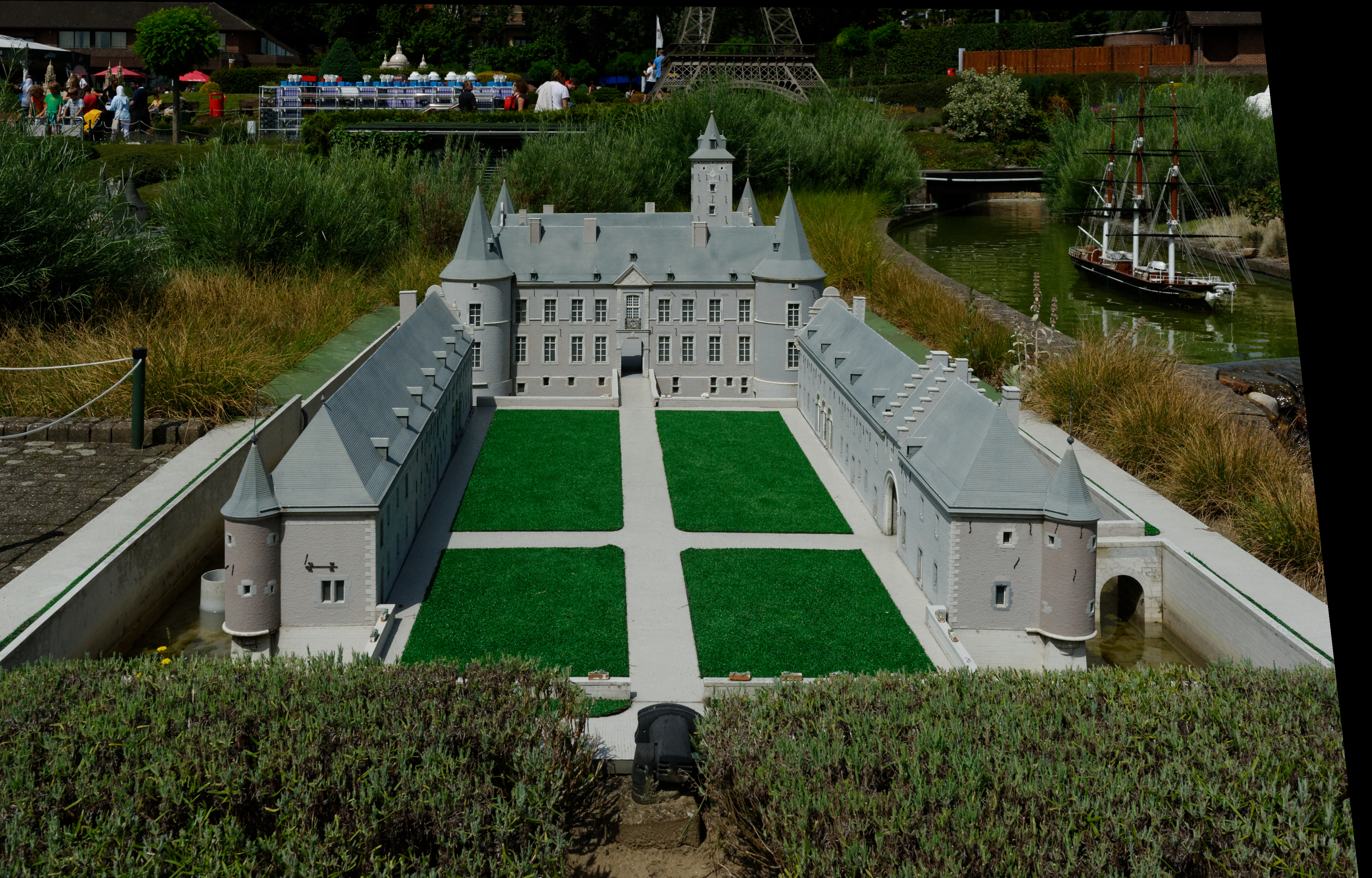
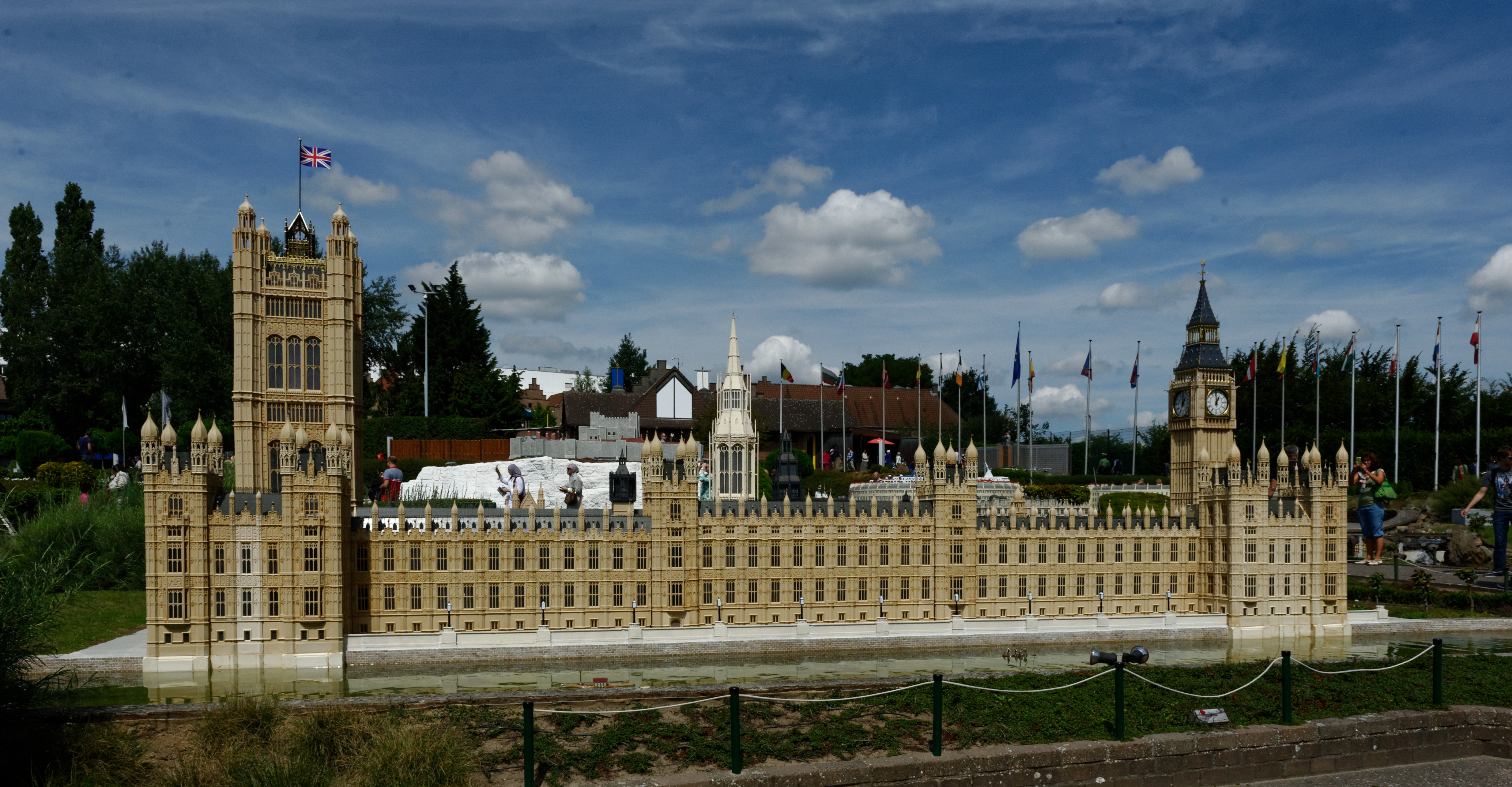
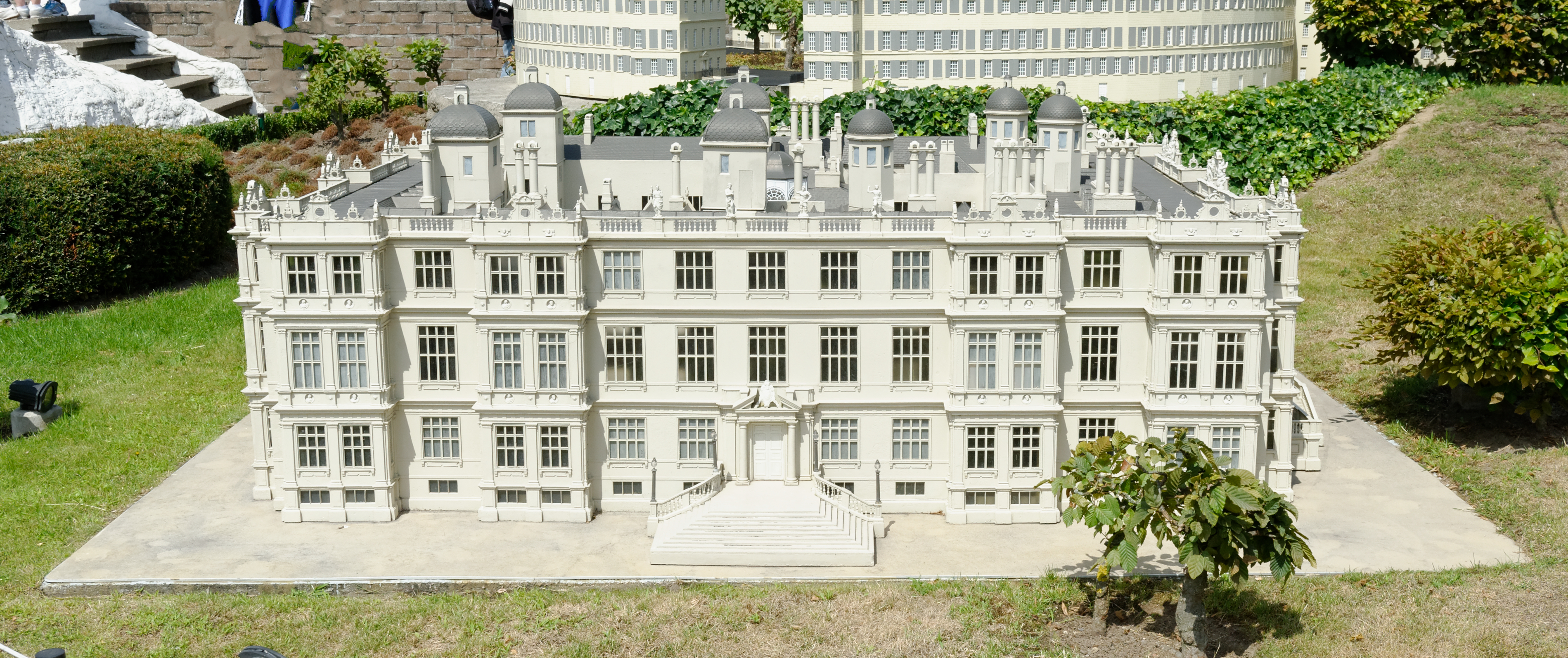
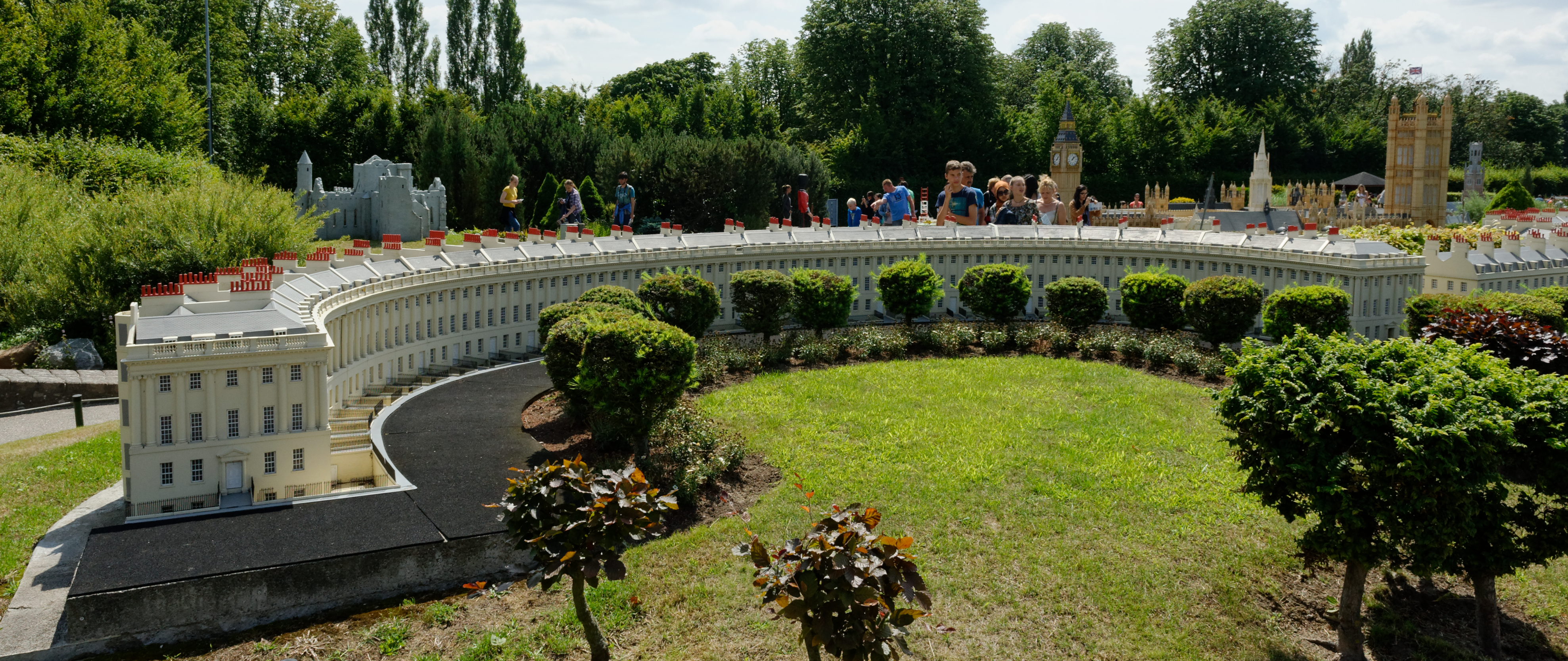
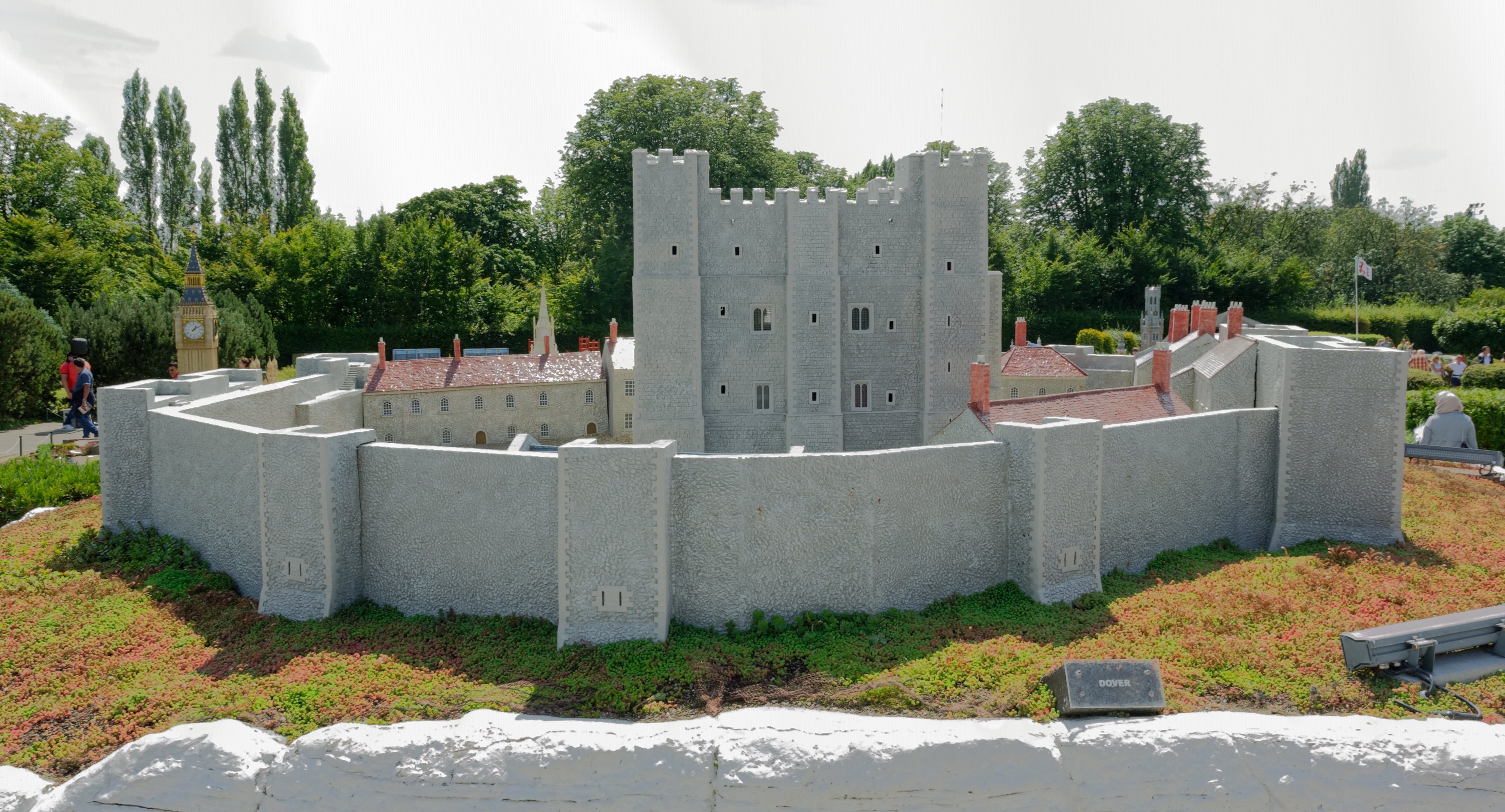
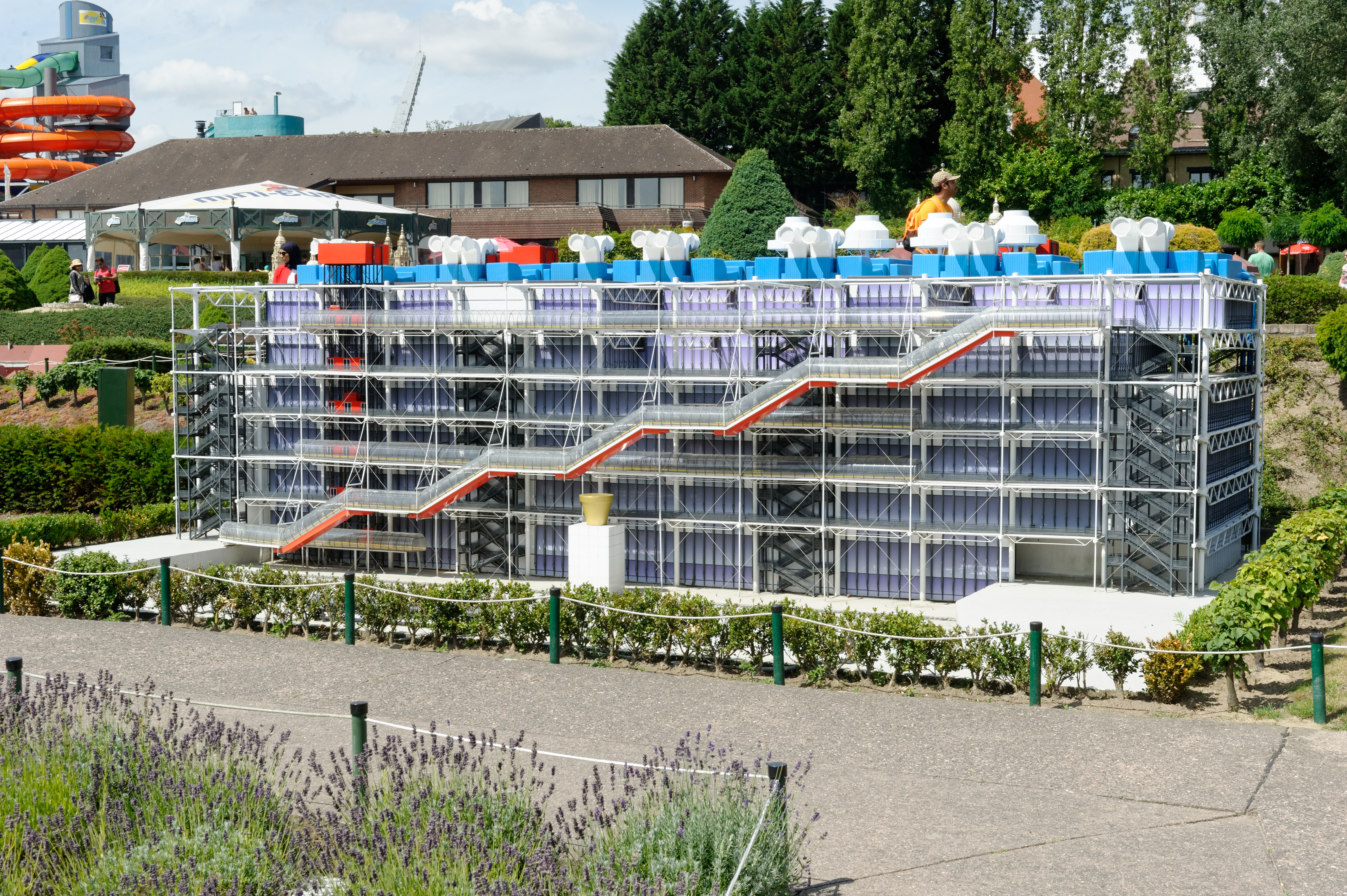
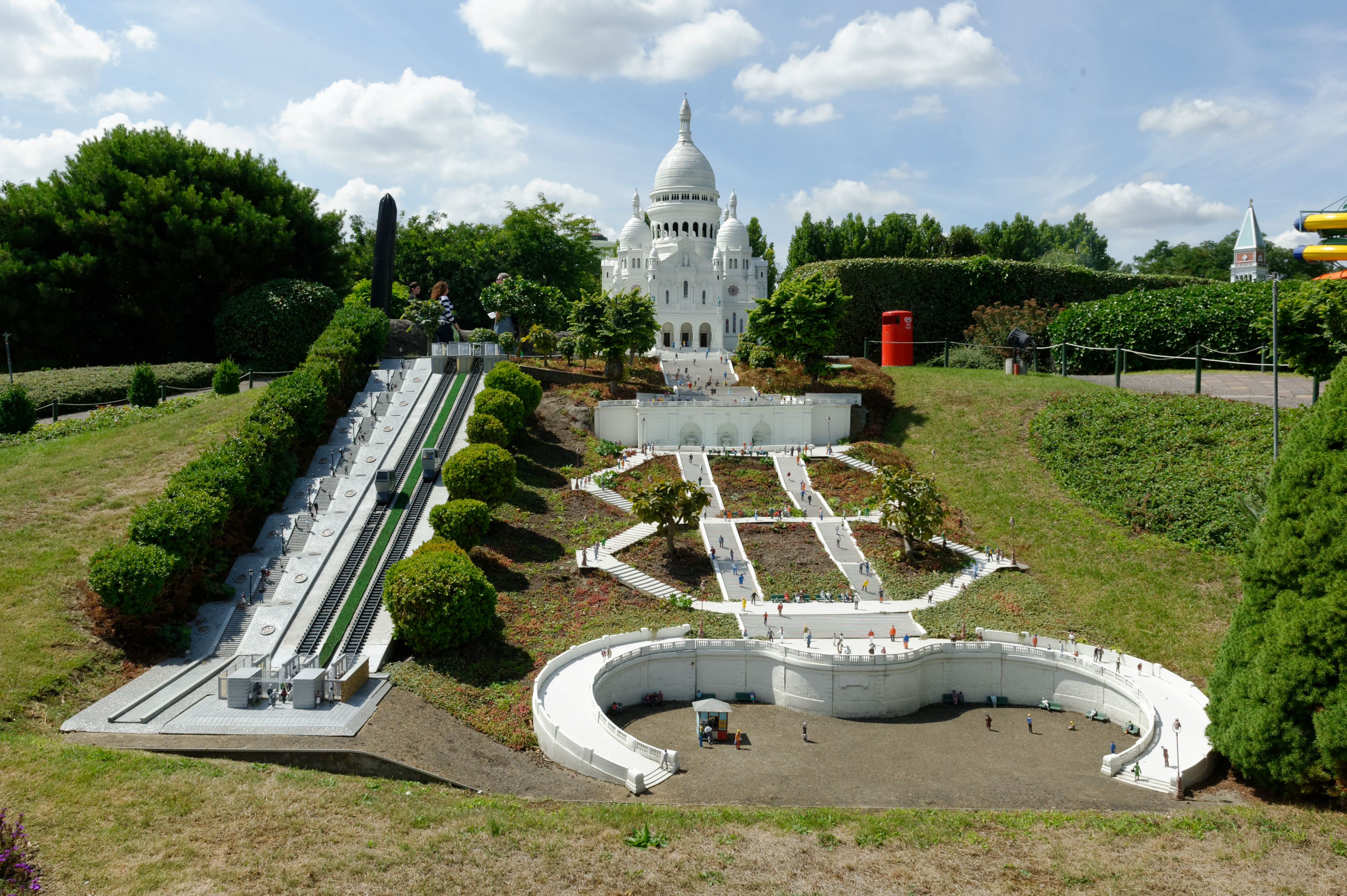
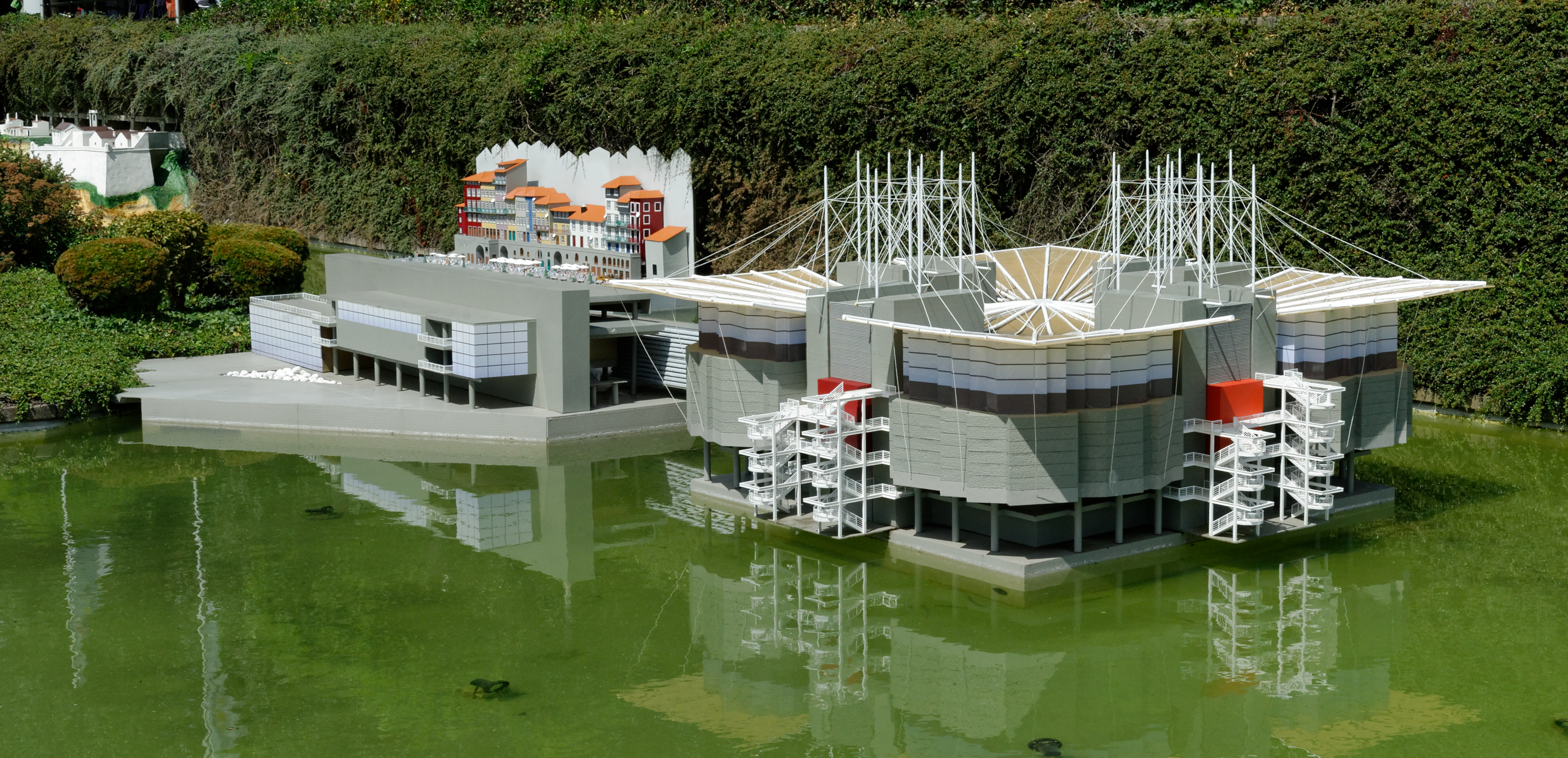
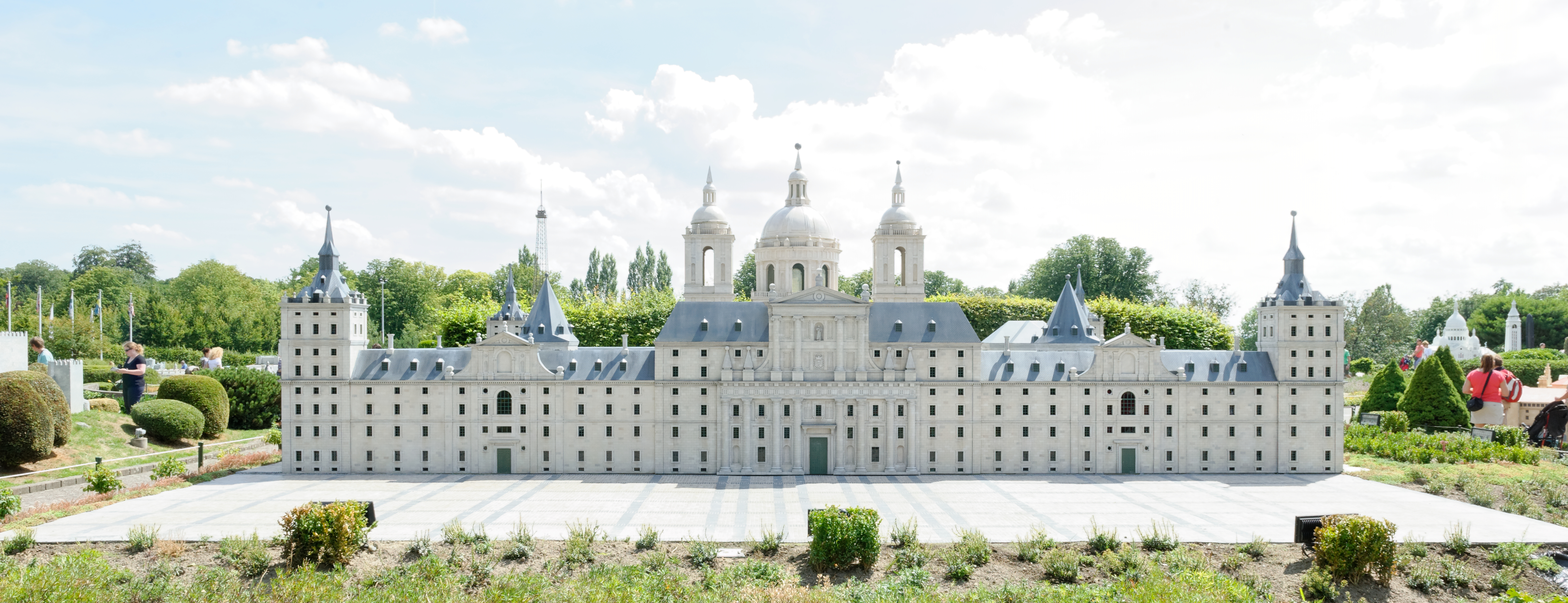
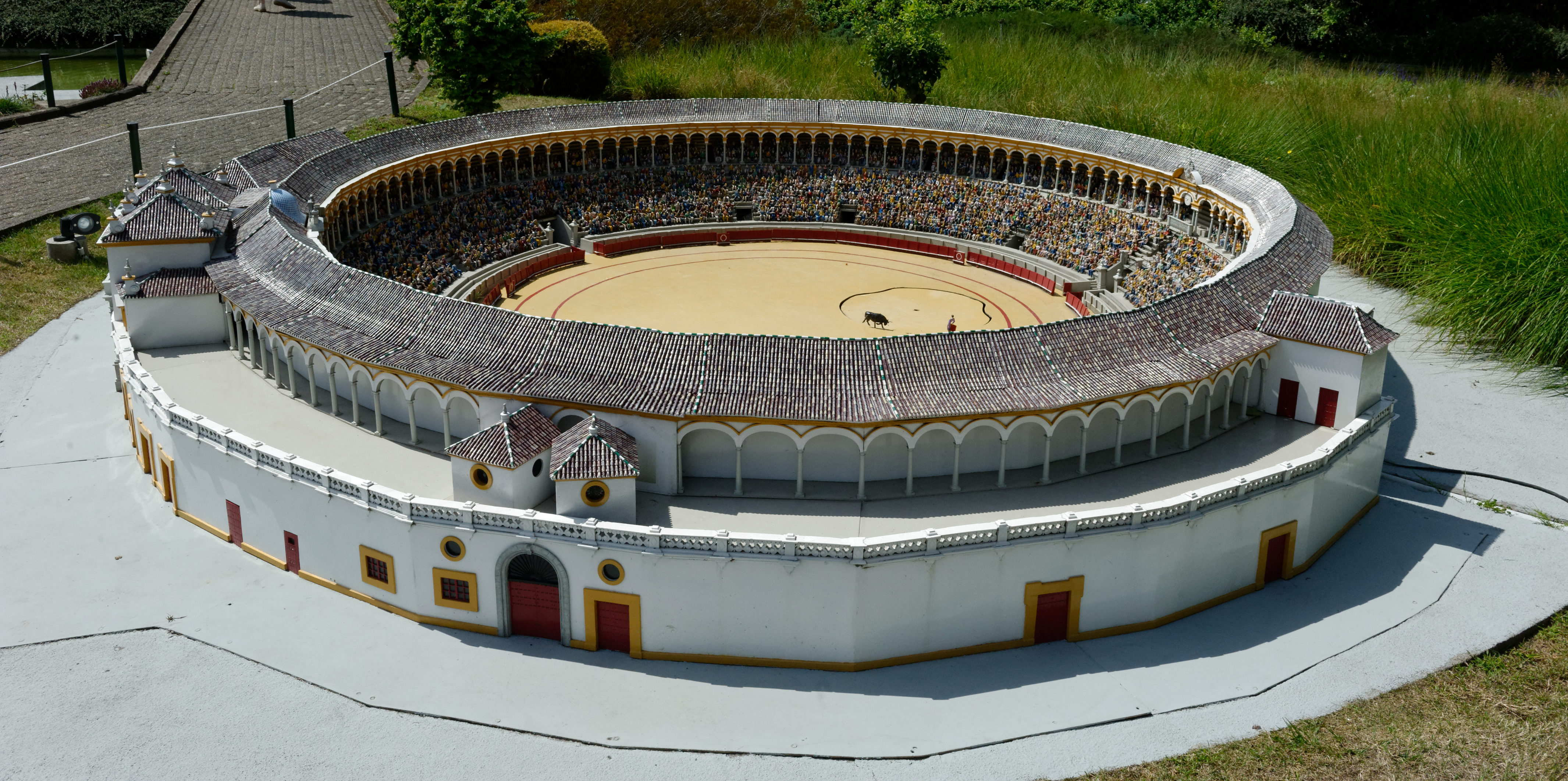
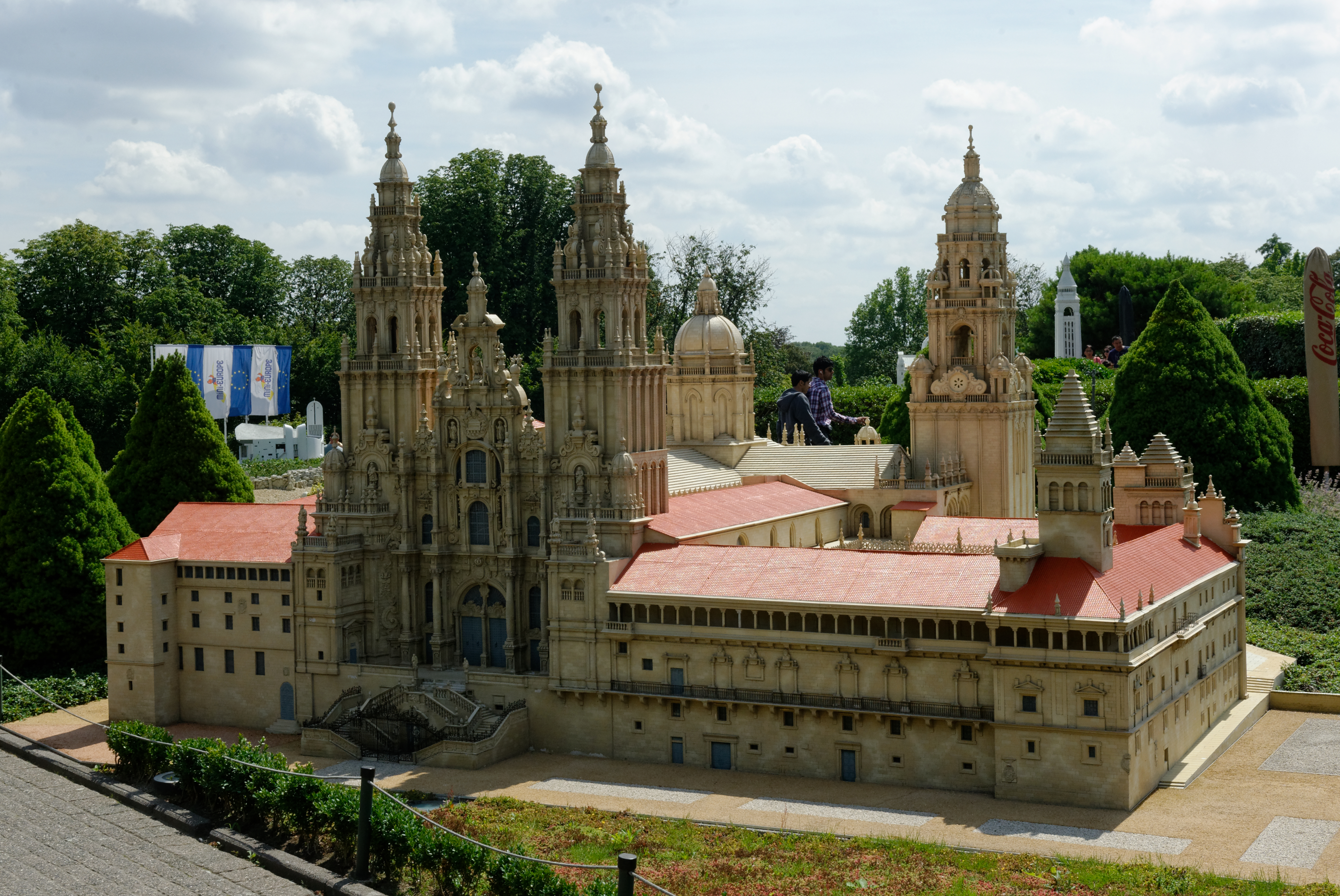
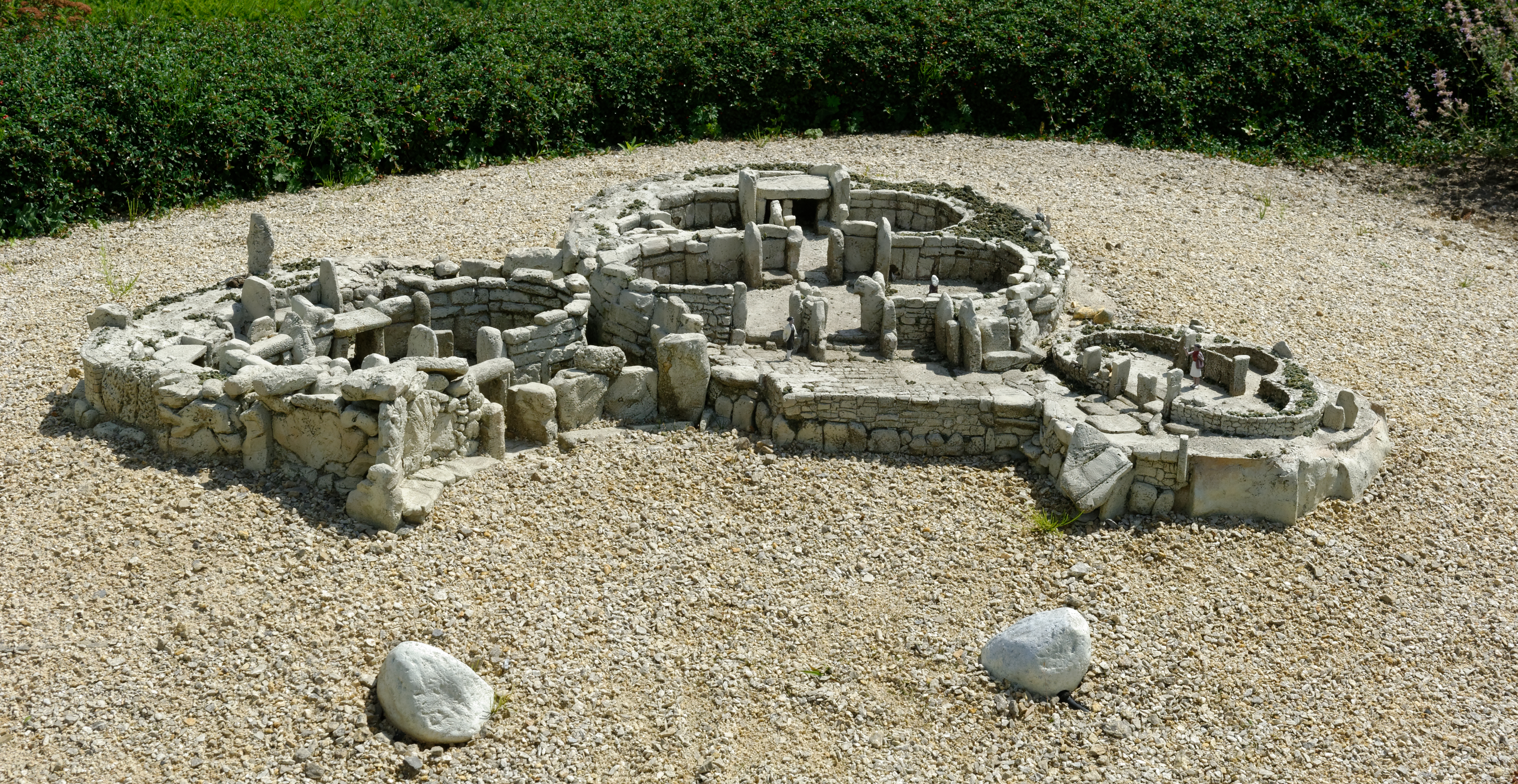
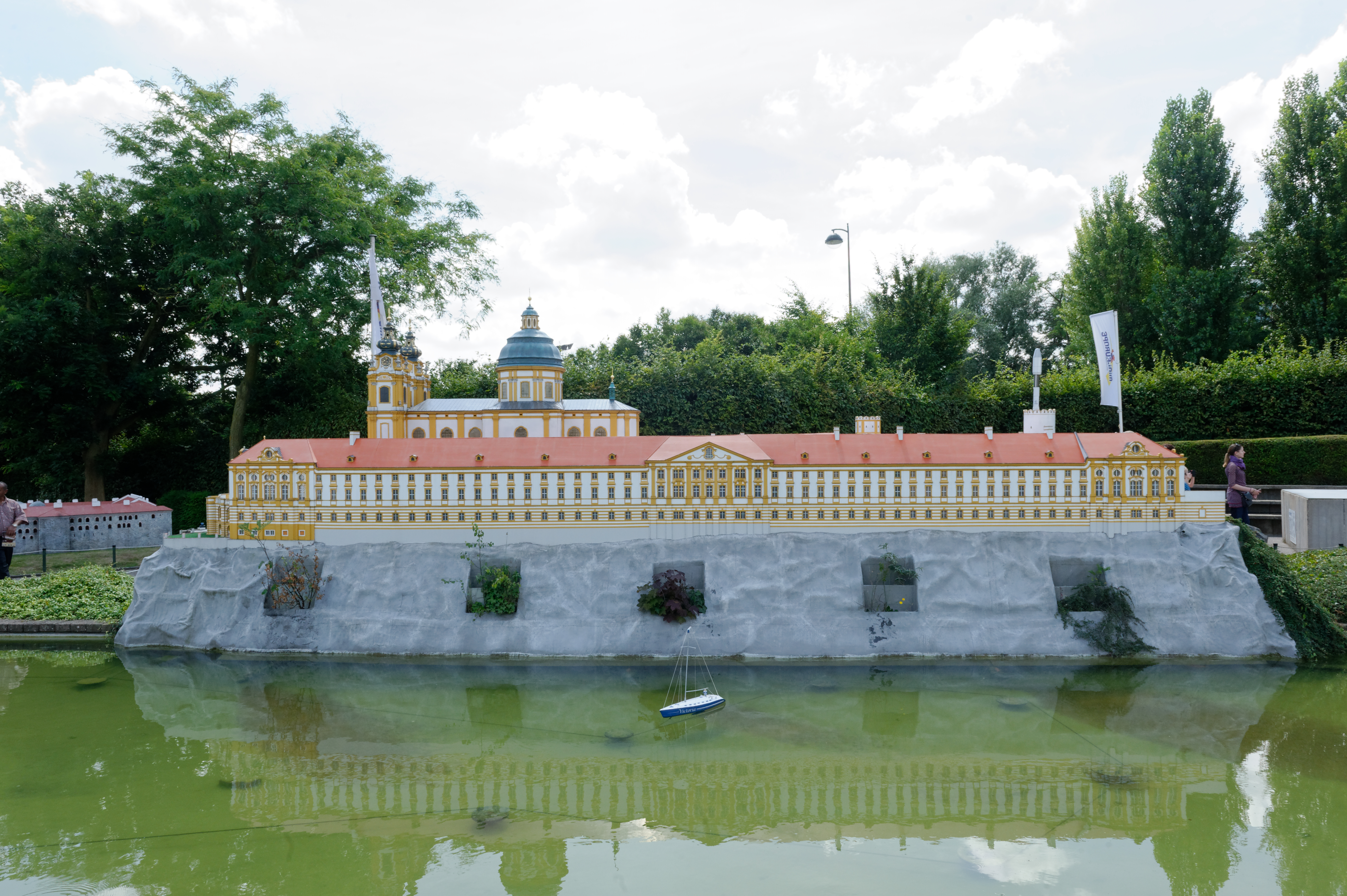
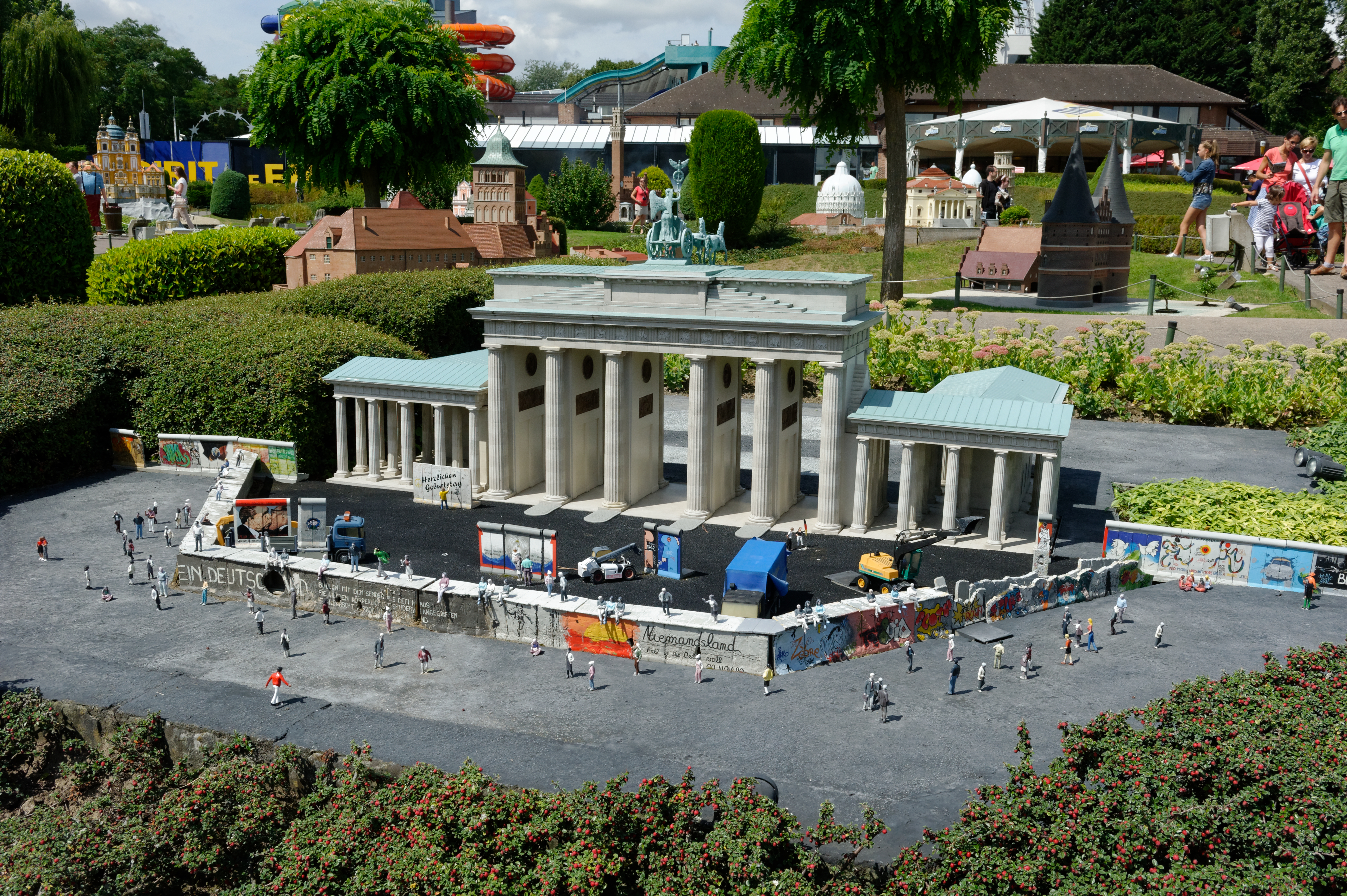
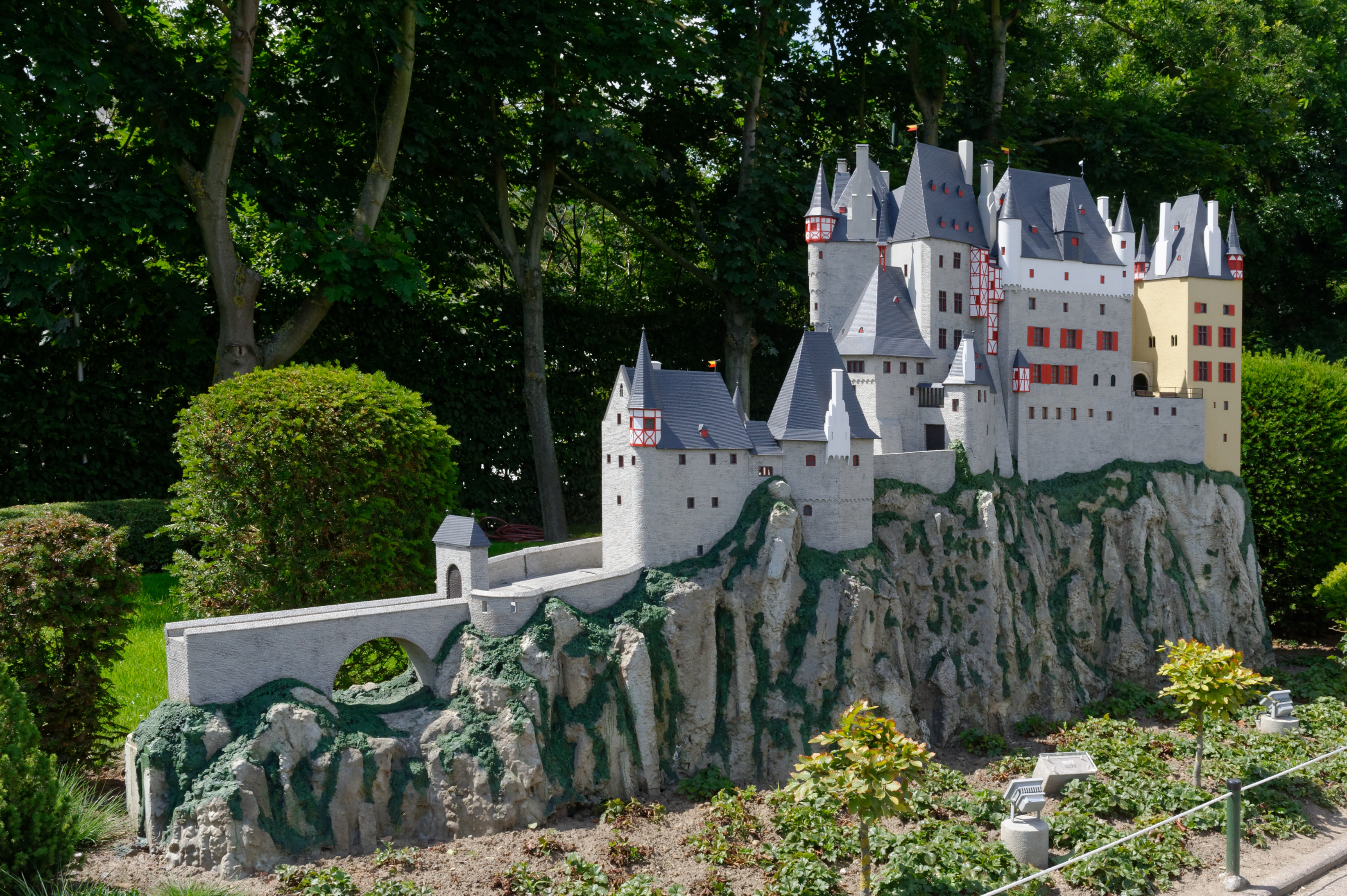
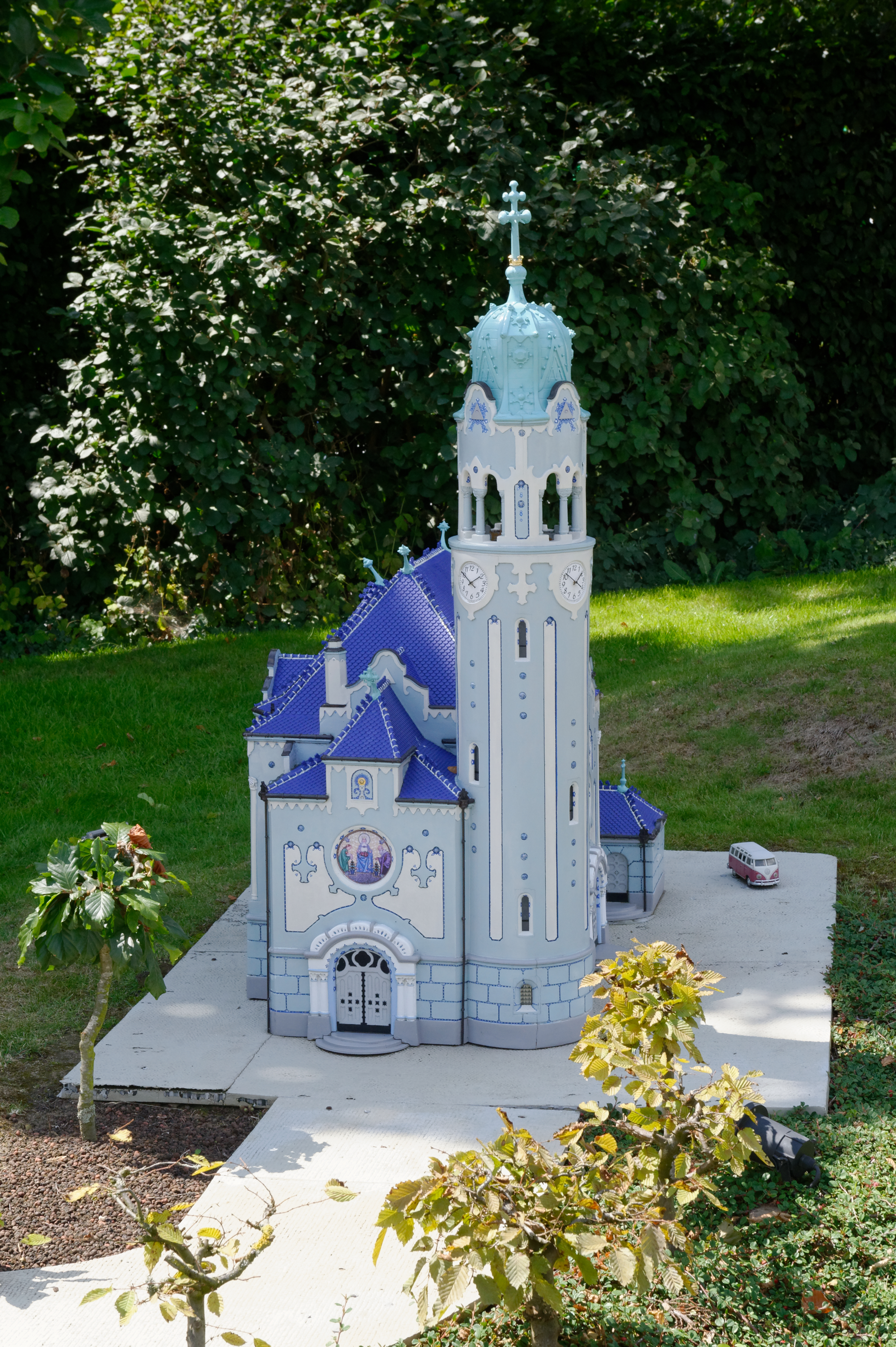
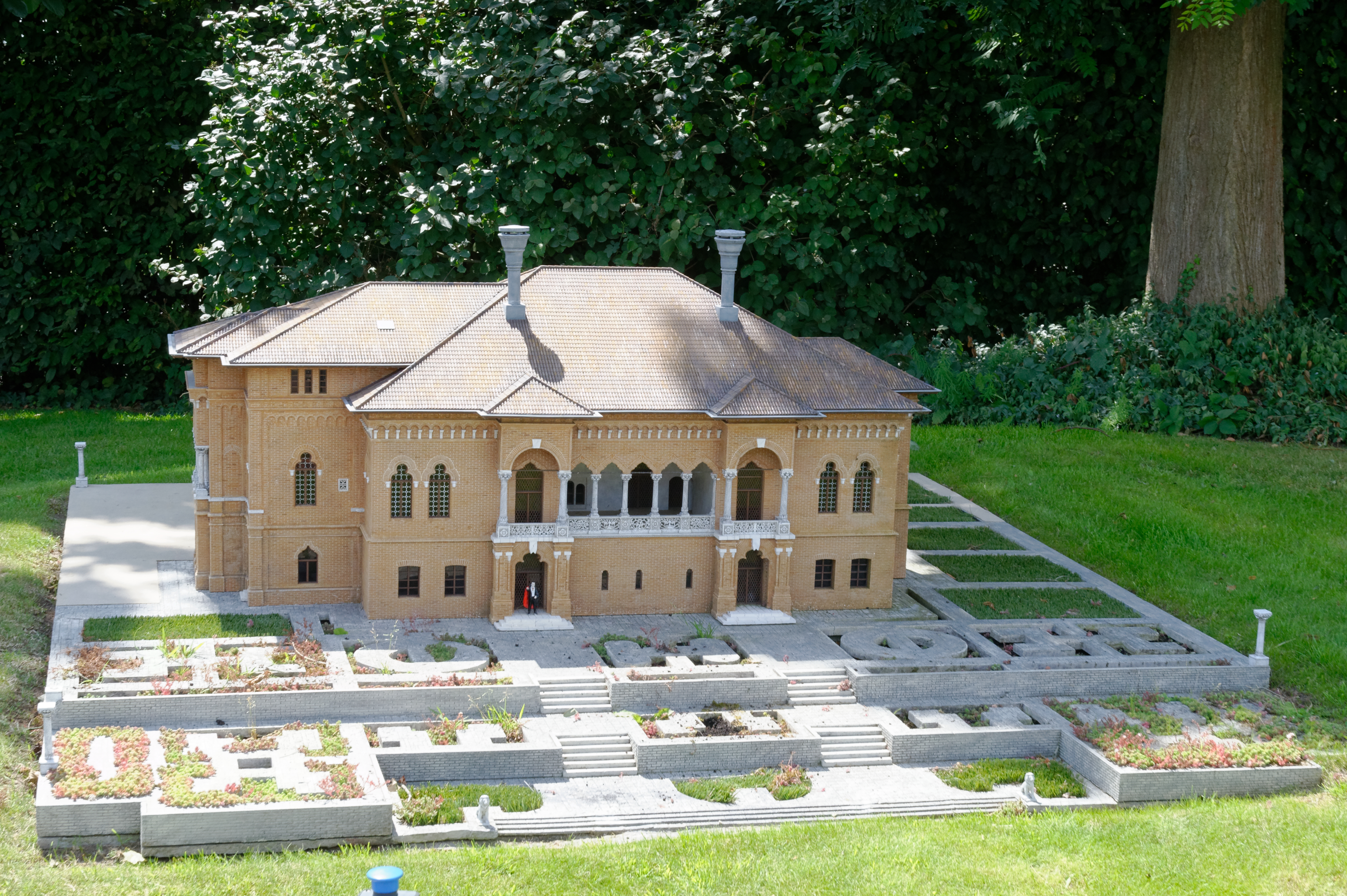
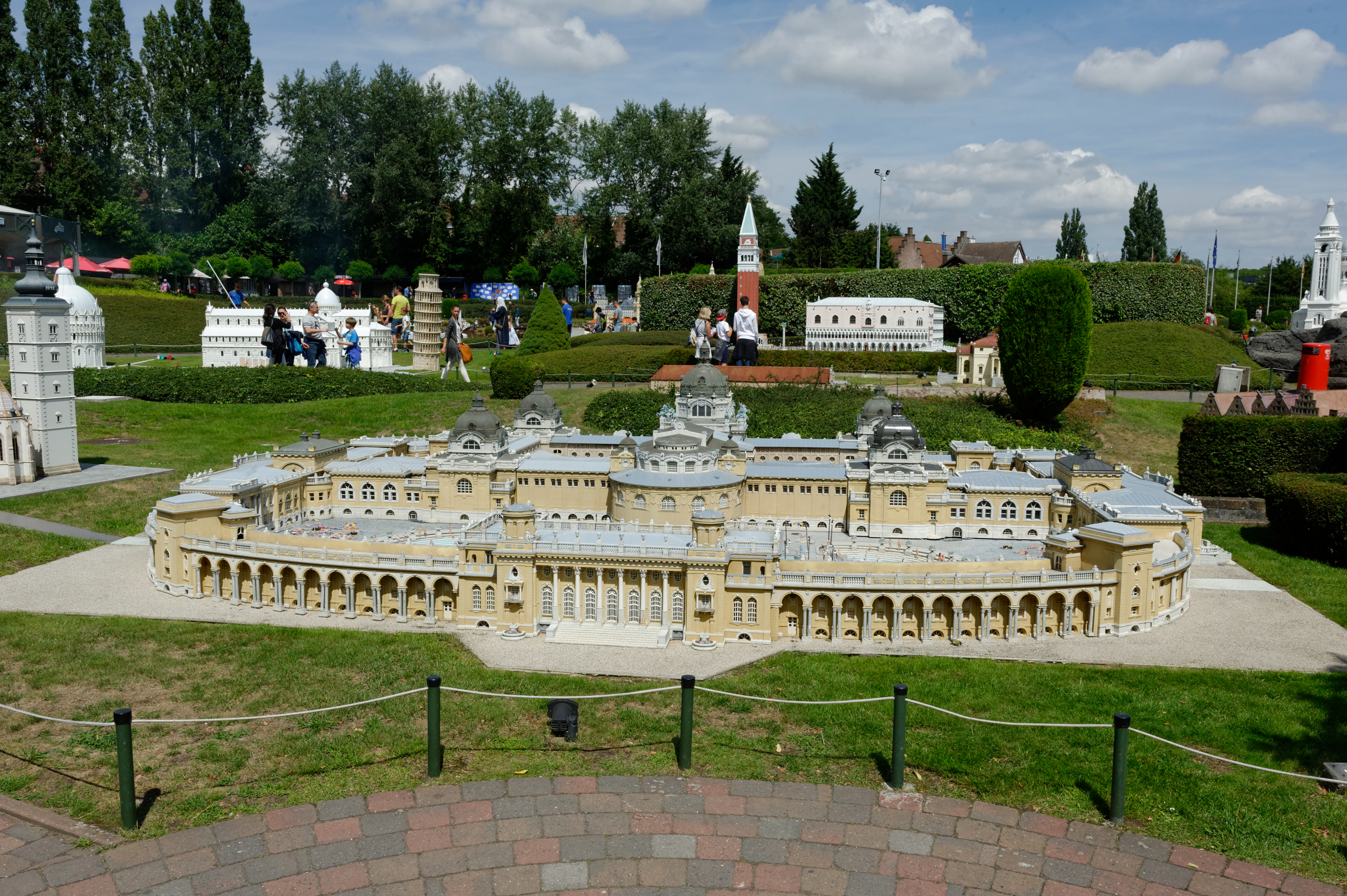
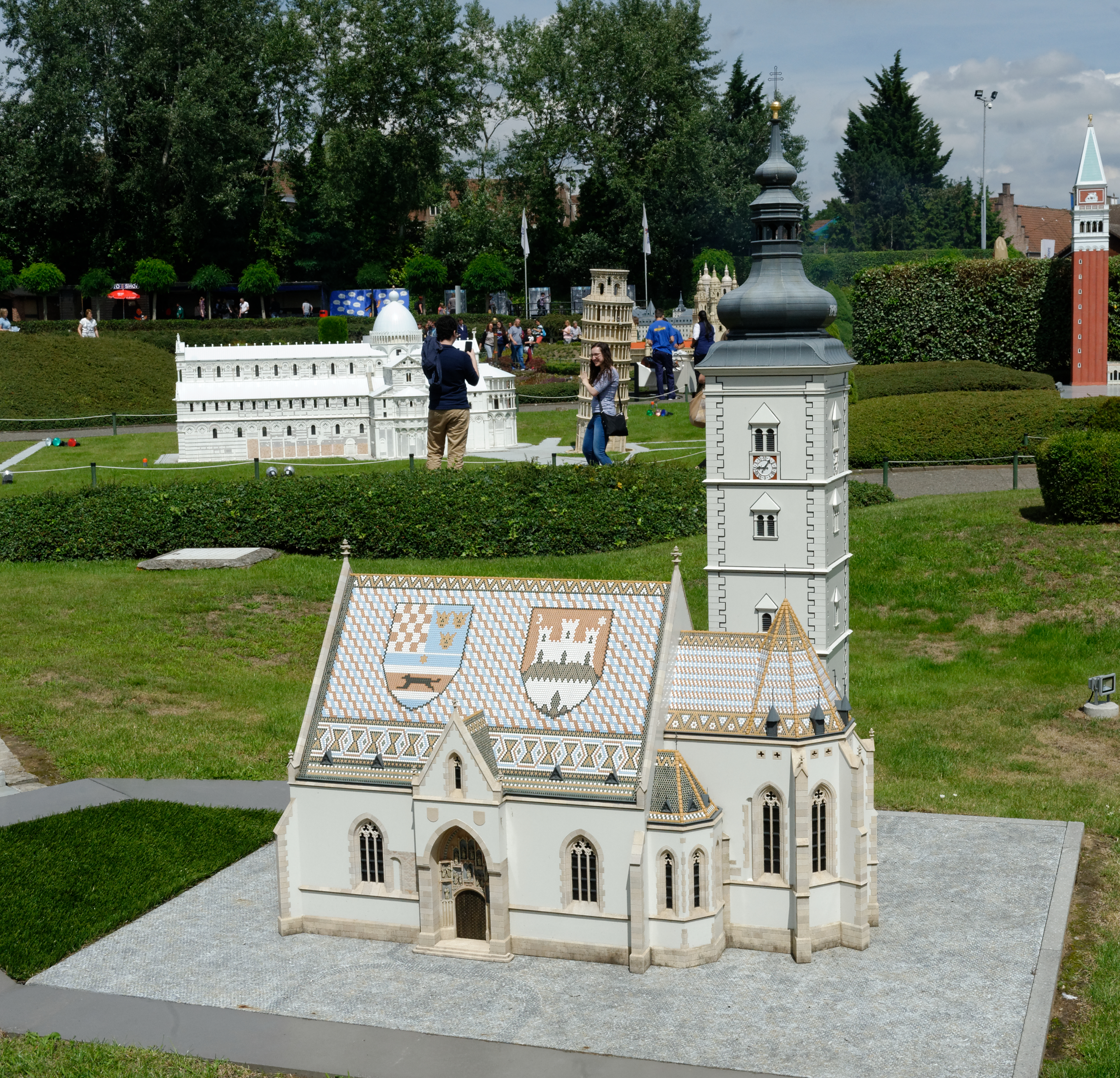